# 雷亞希爾維亞盆地

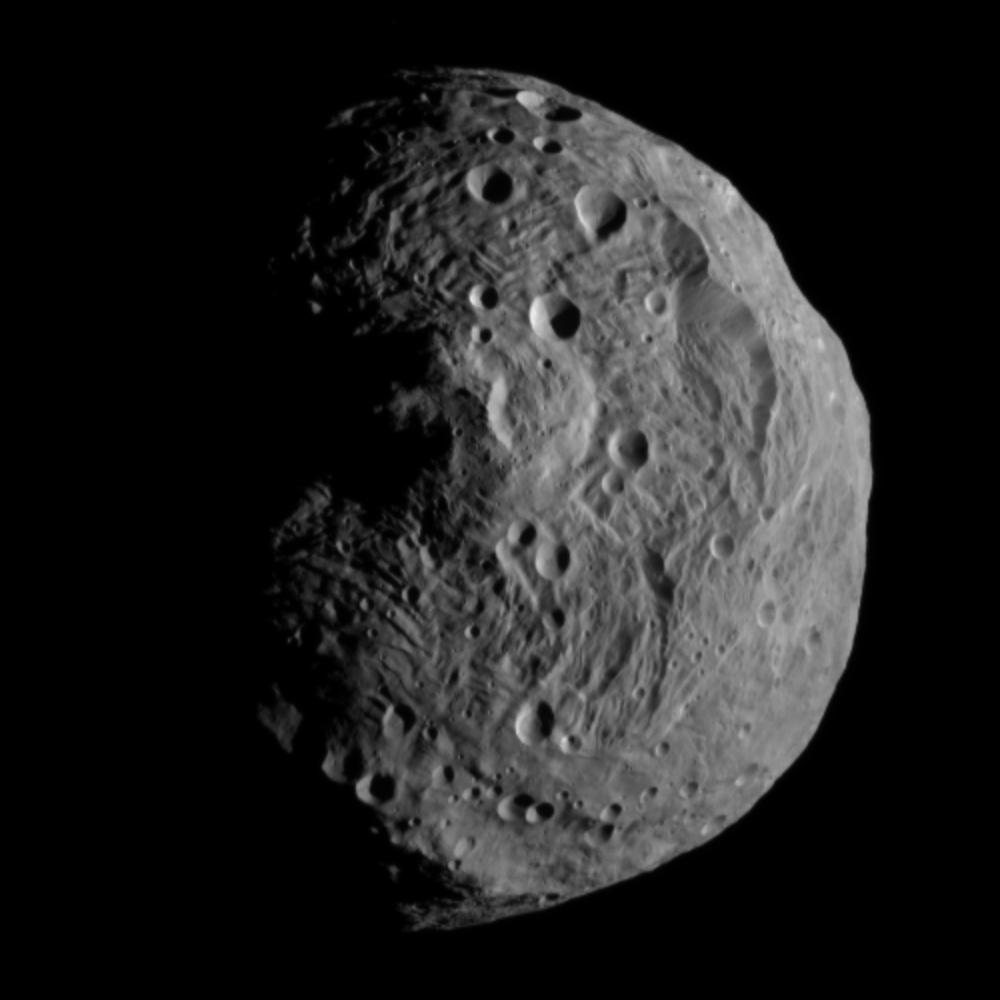
灶神星的南半球，可見雷亞希爾維亞盆地。

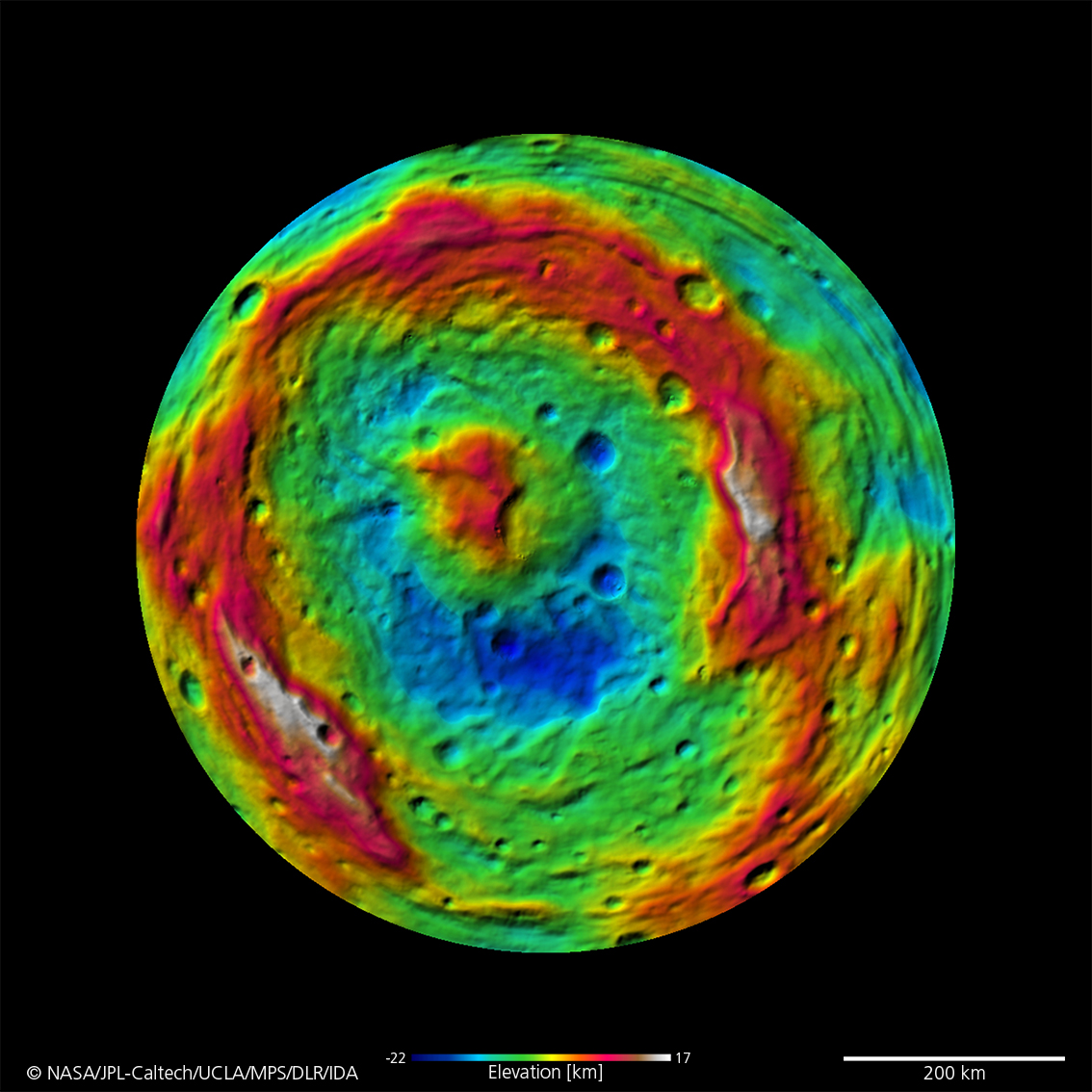
灶神星的地形圖，紅色區域是撞擊坑環（覆蓋另一個較早的撞擊坑維納尼亞盆地）和中央峰。

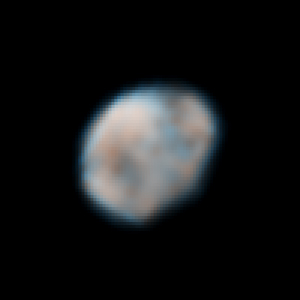
哈伯太空望遠鏡於2007年5月拍攝的灶神星，右下角的蒼白點可在雷亞希爾維亞盆地看到。

雷亞希爾維亞盆地（Rheasilvia，發音： /ˌriːəˈsɪlviə/）是小行星灶神星表面最明顯的地理特徵。該區域中心位置75°S, 301°E，直徑505公里，相當於灶神星直徑的80%，是太陽系中最大撞擊坑之一，並覆蓋了灶神星大部分的南半球。該盆地被認為是撞擊坑，於 1997年在哈伯太空望遠鏡拍攝影像中被發現，但直到黎明號於2011年探測灶神星以前都未命名。該撞擊坑以神話中的維斯塔貞女之一，也是羅馬城建立者罗穆卢斯和瑞摩斯的母親雷亚·西尔维亚命名。

## 地質
雷亞希爾維亞盆地周圍部分區域是高度高於周圍區域4到12公里的斷崖。坑底比周圍區域低13公里。這個盆地是由起伏的地形和直徑約200公里，高於坑底21公里的中央山丘組成，因此是太陽系最高山之一。哈伯太空望遠鏡的光譜影像分析可知該撞擊坑已深入到灶神星外殼深處數個地層，並且其橄欖石特徵的譜線代表可能深入灶神星地函。 
灶神星在赤道區域有一系列的溝狀地形平行雷亞希爾維亞盆地的外環。一般認為這些溝是因為形成盆地的撞擊事件壓應力破裂造成。一般認為在灶神星北半球，撞擊盆地的對蹠點會有與撞擊事件相關的地形，但直到灶神星北半球冬天結束，可觀測灶神星北極以前仍無法確定。

## 相關產物
據估計，造成該盆地的撞擊造成灶神星1%的體積損失，並可能因此形成灶神星族和V-型小行星。如果是這樣的話，那麼撞擊後殘留物最大可達10公里，這代表該撞擊坑年齡可能在10億年以內。該次撞擊可能也是HED隕石的來源。已知的V-型小行星佔噴出量6%，因此其餘噴發碎片可能體積太小而無法被觀察到，或者是因為接近共振比例3:1的柯克伍德空隙、亚尔科夫斯基效应或輻射壓（小碎塊會發生）清除出小行星帶。